# Ctenus acanthoctenoides
Ctenus acanthoctenoides este o specie de păianjeni din genul Ctenus, familia Ctenidae, descrisă de Schmidt, 1956.
Este endemică în Ecuador. Conform Catalogue of Life specia Ctenus acanthoctenoides nu are subspecii cunoscute.